# Libgadu
libgadu – otwarta, wieloplatformowa biblioteka do komunikacji z wykorzystaniem protokołu Gadu-Gadu, napisana w języku C i udostępniona na licencji LGPL. Został napisany przy użyciu inżynierii odwrotnej oryginalnego własnościowego protokołu Gadu-Gadu.
Przez dłuższy czas libgadu była częścią Eksperymentalnego Klienta Gadu-gadu (EKG), z powodu problemów z dystrybucją pakietów zostały rozdzielone w lipcu 2007 roku.
Od wersji 1.9.0 wspiera protokół Nowego Gadu-Gadu (znanego także jako gg8).
Do komunikatorów korzystających z biblioteki należą m.in.: ekg, EKG2, Kadu, Pidgin, Kopete, Adium, Konnekt, Miranda IM.